# Anthracimycine
L'anthracimycine est un antibiotique polycétide  découvert en 2013. L'anthracimycine est une lactone macrocyclique (cycle à 14 atomes) produite par une bactérie marine du genre Streptomyces  (Actinobactérie).
Elle a montré une activité significative in vitro vis-à-vis de souches de Bacillus anthracis, la bactérie responsable de la maladie du charbon. Elle pourrait également être active vis-à-vis de souches de staphylocoques résistantes à la méticilline (SARM).